# Ectima contagioso
L'ectima contagioso (dal greco ekthyma, "pustola"), noto anche come dermatite pustolare contagiosa, bocca crostosa, o Orf ("bestiame", in inglese antico), è una malattia esantematica virale, causata dal virus Orf, che appartiene al genere Parapoxvirus della famiglia dei Poxvirus, che si verifica principalmente in ovini e caprini ma può occasionalmente interessare l'uomo.
È quindi una zoonosi, che può essere trasmessa in particolare alle persone che vengono in contatto con gli animali infetti (agnelli, pecore, montoni, capre), come pastori, veterinari. Il virus può sopravvivere nel terreno per almeno sei mesi. Una volta contratta la malattia conferisce immunità permanente.

## Ectima contagioso nell'uomo
L'Orf è una tipica zoonosi, e l'essere umano può contrarre questa malattia attraverso il contatto diretto con le pecore e le capre infette o con materiale contagiato (fomiti) con il virus Orf. La malattia è stata riscontrata solo nell'uomo caucasico.

### Storia
Le prime segnalazioni della malattia nell'uomo risalgono al XVI secolo., ma è stato solo verso la fine de XIX secolo e gli inizi del XX che alcuni dermatologi (Hansen (1879), Hatziolos (1929), Peterkin (1937), Schoch (1939)) descrivono accuratamente le lesioni e la condizione, ormai riconosciuta come molto comune, se non endemica, in molte località rurali dedite alla pastorizia. Per quanto raramente, tuttavia vi sono segnalazioni della malattia anche in aree periferiche di grandi città.

### Segni e sintomi
Dopo un periodo di incubazione variabile fra 3 e 7 giorni, l'infezione iniziale provoca localmente la comparsa di una papula indolore, di colore rosso scuro. La sede di comparsa più frequente è rappresentata dalle dita, essendo più facile che sia questa zona corporea ad essere venuta in contatto con una lesione presente sulla bocca, oppure altrove, in un giovane animale.

Successivamente, entro 14 giorni, si sviluppa un nodulo di circa 10 mm di diametro, che con il tempo può crescere fino ad un massimo di 2-3 centimetri.
La zona centrale della lesione tende a essere depressa, talvolta coperta da una membrana biancastra.
In caso di rottura di questa membrana, ed in una lesione in fase iniziale, è possibile notare la fuoriuscita di un liquido di aspetto sieroso. Nelle lesioni più datate il contenuto appare di tipo caseoso. 
Le sedi infette possono includere le dita, mano, braccio, viso.
Curiosamente sono state segnalate localizzazioni anche a livello del pene: con ogni probabilità si tratta di una trasmissione dell'infezione dalla mano, avvenuta durante la minzione.
Di conseguenza, è importante osservare una buona igiene personale e indossare i guanti quando si trattano animali infetti. 
Il nodulo-papula può persistere per un periodo di tempo variabile dalle 7 alle 10 settimane e si risolve spontaneamente.
Le lesioni possono essere singole o talvolta multiple, e spesso evolvono verso una forma localmente purulenta, ma tendenzialmente non si accompagnano a sintomi sistemici.
Occasionalmente è possibile riscontrare una linfoadenite associata, quasi sempre correlata ad infezione secondaria. 
Ectima contagioso è una condizione rara e per tale motivo può essere difficile da diagnosticare. 
Non sono stati segnalati casi di trasmissione tra esseri umani.

### Storia naturale
Mentre l'ectima contagioso nella stragrande maggioranza dei casi è di solito una malattia benigna e autolimitante, nell'ospite immunocompromesso può essere molto aggressiva, progressiva e addirittura mortale.
L'eventuale interessamento oculare, anche in individui con un normale sistema immunitario, può determinare lesioni gravi e permanenti.

### Diagnosi
I medici che hanno avuto occasione di vedere almeno una volta la condizione tendono a riconoscerla facilmente, soprattutto se la raccolta anamnestica mette in evidenza una storia di contatto con agnelli infetti, oppure è possibile prendere direttamente visione dell'animale.

È possibile isolare il virus in specifiche colture tissutali. Il virus stesso può essere rapidamente individuato facendo ricorso alla microscopia elettronica di lesioni crostose oppure di materiale bioptico.

### Diagnosi differenziale
- Mollusco contagioso: condizione rara negli adulti, le lesioni sono decisamente più piccole rispetto a quelle dell'orf. Più complicato differenziare rispetto ad eventuali lesioni che si verificano in bambini venuti a contatto con mangimi od altro materiale contaminato da giovani agnelli.
- Mollusco sebaceum: tumore benigno che difficilmente si localizza sulle dita o mano. La zona centrale della lesione da mollusco sebaceum tende ad essere più densa e compatta, essendo una dura massa di cheratina.
- Carcinoma cutaneo spinocellulare: può dare problemi di differenziazione. L'anamnesi e le caratteristiche infiammatorie delle lesioni sono comunque caratteristiche distintive.
- Granuloma piogenico: tendenzialmente più vascolarizzato, tendenzialmente meno compatto se non decisamente friabile.

### Trattamento
Il trattamento è esclusivamente topico.
Cidofovir alla concentrazione dell'1% di principio attivo è stato utilizzato con successo in alcuni pazienti con malattia progressiva e negli stessi animali.

Il ricorso ad antibiotici, sulfamidici oppure beta lattamine ad ampio spettro, non ha alcun effetto sulla malattia di base, mentre può rendersi necessario per il controllo delle infezioni secondarie.

## Ectima contagioso negli ovini e caprini

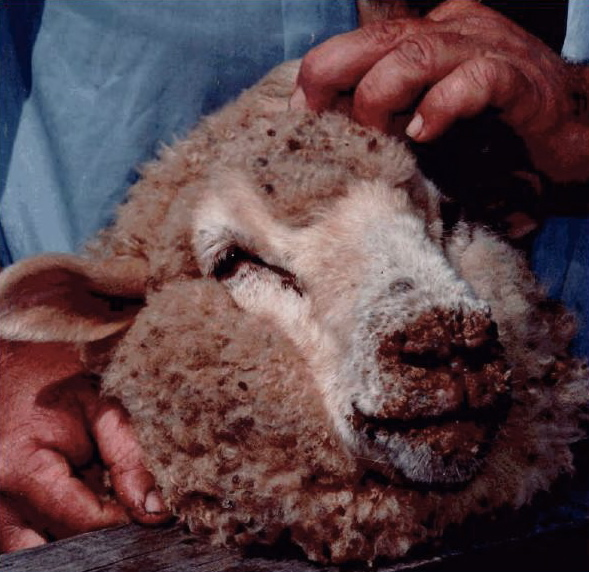
Una pecora affetta da ectima contagioso sul naso e sulle labbra

La malattia è nota dalla fine del XIX secolo ed è stata riportata in molte aree in cui si allevano ovini o caprini, in Europa, Medio Oriente, Stati Uniti, Africa, Asia, Sud America, Canada, Nuova Zelanda e Australia.
L'orf si diffonde attraverso fomiti e contatto diretto. 
In alcuni ambienti l'infezione può propagarsi a causa dei graffi da cardi che affliggono gli animali.
I sintomi includono papule e pustole sulle labbra e sul muso, meno comunemente nella bocca dei giovani agnelli e sulle palpebre. Possono essere colpite anche le zampe e le mammelle delle pecore. Le lesioni progrediscono verso spesse croste, che talvolta sanguinano. 
Le lesioni da orf nelle bocche di agnelli possono impedire l'allattamento e causare perdita di peso. Possono inoltre infettare la mammella della pecora madre, quindi, potenzialmente portare allo sviluppo di mastiti.
Le pecore sono inclini alla reinfezione. A volte l'infezione può essere estesa e persistente, in particolare se, per qualche motivo, l'animale non produce una risposta immunitaria.
Esiste un vaccino vivo (codice ATC: QI04 AD01) composto da materiale proveniente dalle croste e, di solito, viene dato a pecore all'età di due mesi. Viene riservato solo agli agnelli ed unicamente in presenza di un focolaio epidemico.
Il vaccino può causare malattie negli esseri umani.
Negli ovini e caprini le lesioni appaiono per lo più in prossimità dell'attaccatura del pelo e altrove sulle labbra e sul muso.
In alcuni casi le lesioni appaiono all'interno e sulle narici, intorno agli occhi, sulla coscia, vulva, mammella e sull'ascella. 
In rari casi, che coinvolgono soprattutto i giovani agnelli, le lesioni si trovano sulla lingua, gengive, palato e l'esofago. 
Raramente, ma esistono segnalazioni di lesioni del rumine. 
In un caso, è stato dimostrato che una grave forma di virus orf in corso di un focolaio epidemico aveva coinvolto il tratto gastrointestinale, i polmoni, il cuore, così come la cavità buccale, guance, lingua e le labbra.
In un altro caso particolarmente grave è stato riportato l'interessamento del faringe, lesioni genitali ed infezione degli zoccoli: queste ultime hanno portato l'animale alla claudicazione e, in alcuni casi, allo sfaldamento dello zoccolo.
Tipicamente il disturbo nelle pecore si risolve entro una settimana o poco più, e la malattia fa il suo corso senza particolari problemi.
I custodi delle pecore ed i pastori possono aiutare l'animale applicando uno spray antibiotico sulle croste di maggiori dimensioni, verificando che gli agnelli infettati ricevano latte a sufficienza dalla madre e separando gli animali infetti da quelli sani per rallentare la trasmissione della malattia.
È consigliabile che tutti coloro che debbono manipolare gli animali infetti indossino dei guanti monouso per evitare contaminazioni e di auto-infettarsi.
Si deve richiedere la consulenza di un veterinario se vi è il rischio di una diagnosi errata e si ha il sospetto che si tratti invece di una condizione più grave.